# Milano-Sanremo 1937
La Milano-Sanremo 1937, trentesima edizione della corsa, si svolse il 19 marzo 1937 su un percorso di 281,5 km con partenza a Milano e arrivo a Sanremo. Fu vinta dall'italiano Cesare Del Cancia, giunto al traguardo con il tempo di 7h31'30" alla media di 37,409 km/h davanti ai connazionali Pierino Favalli e Marco Cimatti. Conclusero la prova 68 dei 138 ciclisti al via.

## Percorso
Dopo il via da Conca Fallata (periferia sud di Milano), il percorso si avviò come di consueto verso il mare transitando da Rozzano, Pavia (km 28), Casteggio (km 49,8), Voghera, Tortona (km 76,4), Novi Ligure, Ovada (km 117,9), Masone e superando il Passo del Turchino (vetta al km 142). Dopo la discesa il percorso proseguì attraversando tra le altre Voltri, Arenzano, Cogoleto, i Piani d'Invrea, Savona (km 184,7), Vado Ligure, Noli, Loano (km 218,5), Albenga, Alassio, Capo Mele, Capo Cervo, Capo Berta, Imperia (km 260) e Arma di Taggia (km 274), per giungere infine a Sanremo dopo 281,5 km di gara.

## Ordine d'arrivo (Top 17)
| Pos. | Corridore          | Squadra    | Tempo    |
| ---- | ------------------ | ---------- | -------- |
| 1    | Cesare Del Cancia  | Ganna      | 7h31'30" |
| 2    | Pierino Favalli    | Legnano    | a 2'20"  |
| 3    | Marco Cimatti      | -          | a 2'50"  |
| 4    | Attilio Masarati   | Ganna      | s.t.     |
| 5    | Olimpio Bizzi      | Fréjus     | s.t.     |
| 6    | Osvaldo Bailo      | -          | s.t.     |
| 6    | Giovanni Cazzulani | Legnano    | s.t.     |
| 6    | Luigi Macchi       | -          | s.t.     |
| 9    | Elio Bavutti       | Fréjus     | s.t.     |
| 9    | Giotto Cinelli     | Bianchi    | s.t.     |
| 9    | Maggiorino Grosso  | -          | s.t.     |
| 9    | Umberto Guarducci  | S.S. Rieti | s.t.     |
| 9    | Diego Marabelli    | Bianchi    | s.t.     |
| 9    | Adalino Mealli     | Legnano    | s.t.     |
| 9    | Enrico Mollo       | Fréjus     | s.t.     |
| 9    | Jules Rossi        | Thomann    | s.t.     |